# Aaron Bruce
Aaron Michael Bruce (Birchip, 19 dicembre 1984) è un ex cestista australiano.

## Carriera
Con l'Australia ha disputato i Campionati mondiali del 2006.